# Elizabeth Goldstein
Elizabeth Goldstein (* vor 1981), auch Liz „Lomax“ Goldstein genannt, ist eine Film-, Fernseh- und Theaterschauspielerin sowie Musicaldarstellerin und Sängerin.

## Leben
Goldstein studierte Schauspielerei bei Richard Brander, Ivana Chubbuck und Beverly Long. Sie trat in verschiedenen Theaterstücken auf, so etwa als Emily Ngome in Bruce Bonafedes Advice To The Players, als Susan in To Protect And To Serve am Gene Dynarsky Theater, als Josephine (Hauptrolle) in dem Musical Sang Sista Sang am The El Rey Theater, als Betsy in der Musical-Komödie Dates From Hell am Masquers Dinner Theater und als Daisy in Frank Mohrs Komödie Big Baby. Ihr Filmdebüt hatte sie 1981 als Quiz Bowl Girl in Arthur Penns Dramödie Vier Freunde. Sie spielte in einigen weiteren Filmen und Fernsehserien, unter anderem als ältere Jasmine in Jane Clarks Kurzfilmdrama Carrie′s Choice (2005), als Amity One Gift in Barb Doyons Horrorfilm Dead Border (2013) und als Lisa ‘Boitano’ Tutu in der Fernsehserie Bloomers (2011–2018). An letzterer Produktion beteiligte sie sich 2011 auch als beratende Produzentin und sang 2013 den Song Knocked Up Ho. Als Produzentin war sie 2005 für Gerald G. Haynes’ Kurzfilmthriller Hysteria verantwortlich. Zudem ist sie unter dem Namen Liz „Lomax“ Goldstein als Sängerin bekannt.

## Filmografie
- 1981: Vier Freunde (Four Friends)
- 1991: Into the Night with Rick Dees (Fernsehserie, eine Folge)
- 1996: Star Trek: Raumschiff Voyager (Star Trek: Voyager, Fernsehserie, eine Folge)
- 1997: Die Playboy-Falle (How to Be a Player)
- 2001: Go with the Fro (Kurzfilm)
- 2004: Watch Comes Around (Kurzfilm)
- 2005: Carrie′s Choice (Kurzfilm)
- 2005: Hysteria (Kurzfilm, als Produzentin)
- 2006: Grey’s Anatomy (Fernsehserie, eine Folge)
- 2007: The Stolen Moments of September
- 2009: Spring Breakdown
- 2010: Breathe (Kurzfilm)
- 2010: Big Bully Bank (Kurzfilm)
- 2011–2018: Bloomers (Fernsehserie, 6 Folgen)
- 2013: Dead Border